# Вулиця Підводника Китицина
Вулиця Підводника Китицина — вулиця в Новозаводському районі міста Чернігів в історично сформованій місцевості (районі) Масани. Пролягає від вулиці Квітневої до проспекту Миру.
Примикає вулиця Масанівська.

## Історія
За даними місцевості у 1985 році, ділянка Квітневої вулиці після примикання вулиці Галана (нині Масановська) і залізничною лінією Чернігів-Горностаївка відсутня. Прокладена дещо пізніше.
Враховуючи пропозицію Всеукраїнської громадської організації «Всеукраїнська асоціація ветеранів-підводників», 23 вересня 2010 року частина Квітневої вулиці була відокремлена в окрему вулицю підводника Китицина — на честь російського підводника, уродженця Чернігова Михайла Олександровича Китицина, згідно з Розпорядженням виконавчого комітету Чернігівської міської ради № 226 «Про перейменування вулиці та приведення у відповідність назви вулиці міста Чернігова».

## Забудова
Вулиця тягнеться у північному, потім східному напрямку, де естакадою перетинає залізничну лінію Чернігів — Горностаївка. Всі будинки нової вулиці зберегли нумерацію Квітневої вулиці, військова частина залишилася з колишньою адресою Квітневої вулиці.
Вулиця частково забудована, зайнята промисловими та комунальними підприємствами, базами постачання. Непарна сторона кінця вулиці (після перетину залізничної лінії) займає територія підприємства «Чернігівавтодеталь» — «Чернігівський автозавод».
Установи:
1. будинок № 19 — окремий пост державної пожежної охорони Новозаводського району
2. будинок № 20 ФПБП «Вимал» БК «Вималспецбуд»
3. будинок № 21-картинг-центр

Меморіальні дошки:
1. будинок № 15 А — Михайлу Олександровичу Китицину[3]